# Bonner Bolton
Bonner Bolton (Odessa, Texas, 1 de junio de 1987) es un modelo y ex-montador de toros estadounidense quien es campeón mundial del Championship Bull Riding (CBR) 2007. Compitió en la Ford Tough Series (BFTS) del Professional Bull Riders (PBR), la gira de élite de la organización. Se ubicó cuarto en las Finales Mundiales del PBR en 2015. Actuó como doble de Scott Eastwood en la película El viaje más largo, siendo el único de los cuatro dobles que logró hacer un viaje de casi 8 segundos en el toro Rango del PBR para una escena final. Su carrera como jinete se vio truncada por una lesión en el cuello durante un desmontaje de un toro con el cual acababa de completar una carrera de 8 segundos en un evento PBR BFTS en enero de 2016. Él tuvo un rompimiento en su vértebra C-2. Estuvo temporalmente paralizado, pero se recuperó por completo. La empresa matriz del PBR, IMG, hizo una oferta para contratarlo como modelo en mayo de 2016. Bolton ahora trabaja constantemente como modelo.

## Primeros años
Bolton nació el 1 de junio de 1987 en Odessa, Texas. Bolton se crio en un rancho ubicado entre Odessa y Gardendale, Texas. Sus padres son Toya y Sally Bolton. Él tiene dos hermanos, Brody y Bridger. Él también tiene dos hermanas, Brylee y Bliss. Recibió su educación del Odessa College y la Texas Tech University a través de becas de montaje de toros. Bolton aprendió a entrenar caballos en el rancho.
Bolton es un vaquero de segunda generación. Su familia ha sido propietaria de su rancho desde 1903. Su padre, Toya Bolton, fue un vaquero de rodeo profesional durante 15 años (20 años en total) y ayudó a entrenar a Bolton. Toya Bolton ganó el George Paul Memorial en sus días profesionales de monta de toros en 1991. Cuando Bolton pesó lo suficiente, se acercó a su padre sobre como montar un toro. Su hermano, Brody, también es un jinete de toros, pero lo abandonó durante un tiempo para ser un jinete broncista. Bolton se unió al rodeo juvenil cuando tenía 10 años. Bolton ahora hace su hogar fuera de Dallas, Texas. Ganó su primer título mundial de toros a los 20 años. Solía ayudar en el rancho de su familia cuando no competía.

## Carrera de montador de toros

### Championship Bull Riding
Bolton pasó 14 años montando toros. Bolton compitió en la gira CBR desde 2005 hasta al menos 2013, tal vez más. Calificó para el campeonato mundial CBR cinco veces, desde 2007 hasta 2011. Ganó el Campeonato Mundial en 2007. . En 2011, ganó el campeonato de Las Vegas. En 2013, ganó el campeonato de Hobbs.
En enero de 2007, Bolton ganó el título de Findlay Toyota World Championship Bull Riding World Champion en el South Point Hotel and Casino en Las Vegas, Nevada. Es uno de los únicos tres corredores que cubren todos sus toros durante la final de esa temporada. La cantidad ganada en sus tres toros lo empujó a $ 54,100, que era más que cualquier otro jinete. Para su total de final de año, recaudó la mayor cantidad de ganancias, lo que lo convirtió en el campeón mundial del título.
Estos fueron sus tres juegos en la final: Bolton hizo un viaje calificado en Rafter Jack y anotó 88.5 puntos en él en la segunda ronda. Combinado con sus 84 puntos de montaje en Black Mamba desde la primera ronda del viernes, lo calificó para la ronda de campeonato. Bolton luego anotó un puntaje muy alto de 94.5 puntos en The Air Up There para agarrar el título.
En 2013, Bolton hizo su primera aparición en la gira de la temporada CBR de ese año. Montó cada toro que tomó. Sus recompensas por sus esfuerzos incluyeron un cheque gordo y una brillante hebilla de plata Hy O. Montó su primer toro Bring da Wood por 87.5 puntos. Luego montó Cash Daddy para obtener un puntaje alto de 90 puntos en la ronda de semifinales. En la final, hubo cuatro hombres compitiendo, con Bolton teniendo el puntaje más alto. Cabalgó su toro al último por un puntaje alto de 91 puntos y trajo el triunfo del campeonato de Hobbs.

### Professional Bull Riders
Bolton compitió en el circuito de PBR desde 2007 hasta 2016.
Bolton compitió en el evento Velocity Tour en Yakima Valley Sundome en Yakima, Washingtondel 14 al 15 de febrero de 2015. Cubrió dos toros importantes en el evento. Sin embargo, el toro que cubrió en la ronda de campeonato para un alto recorrido de 90.5 puntos le valió la victoria. Él acumuló 80 puntos hacia la clasificación mundial. Ganar el evento de Yakima se convirtió en su segunda victoria de Velocity Tour en la temporada 2015.
En marzo de 2015, Bolton ocupó el cuarto lugar en Fresno, California, Invitational, un evento de élite de BFTS. Recibió un paseo calificado de dos de sus tres toros. Ganó la ronda de campeonato con un puntaje alto de 88.25 en el toro LL Cool J, su mejor actuación en la temporada regular.
En octubre de 2015, Bolton regresó de una lesión para competir nuevamente en BFTS. El evento esta vez fue Cooper Tires Take the Money and Ride, presentado por Jack Daniel's en el Centro de Convenciones de Tucson en Tucson, Arizona. Bolton anotó un paseo calificado del toro Painkiller de 87.75 puntos para ganar la primera ronda. Él acumuló 100 puntos hacia la clasificación mundial. Antes de este evento, se perdió seis eventos BFTS después de incurrir en una fractura de clavícula derecha en Biloxi, Misisipi, a principios de año. Estaba en el puesto 35 en la clasificación mundial antes de este evento, pero la victoria en la ronda 1 lo colocó 32º y lo ayudó a clasificar para las PBR World Finals.
Después de que terminó la temporada regular, Bolton terminó en la clasificación mundial de PBR BFTS en la burbuja para el PBR World FInals en el No. 34. Los 35 mejores jinetes van a la final mundial, por lo que Bolton acaba de llegar al final. Fue el la primera vez que se metió entre los 35 mejores de la clasificación mundial. A pesar de sus lesiones anteriores que le hicieron perderse seis eventos, aún logró clasificarse para la final, justo dentro de la línea de corte.
Bolton terminó en el cuarto lugar en las PBR World Finals en el Thomas and Mack Center en Las Vegas, Nevada, que concluyó el domingo 25 de octubre de 2015.
La temporada 2015 de Bolton es la mejor hasta la fecha. Subió al top 35 de PBR World Standings. Terminó la temporada en el 28º lugar de su carrera en el mundo. En su temporada de novato en el BFTS, estableció varios máximos profesionales: 12 recorridos calificados, 37 intentos de montaje, un promedio de conducción de 32.43 por ciento y 5 resultados entre los diez primeros.
Sin embargo, sufrió un esguince en el ligamento colateral medial derecho en la ronda 5 de la fase final, por lo que potencialmente podría haberse colocado más alto o haber ganado. En Las Vegas ganó su primer BFTS de 90+ puntos en el toro Walk Off que le ganó en la ronda 2 y $30,000 dólares. Este viaje es el tercer paseo más alto anotado de la final. Su cuarto puesto en la final es significativo cuando se toman en cuenta sus lesiones y su ausencia de seis eventos. Su última clasificación de la temporada en el lugar 28 le garantizó ocho eventos BFTS en 2016.

### El viaje más largo
A mediados de 2014, El viaje más largo (2015), una adaptación cinematográfica de la novela de Nicholas Sparks, comenzó a rodarse. El personaje principal, Luke, es interpretado por el actor Scott Eastwood. Luke is an injured PBR bull rider making his way up the ranks of the Professional Bull Riders into the PBR's exclusive Built Ford Tough Series. He also struggles with his nemesis, a top-ranked bull named Rango. El PBR firmó como asesor técnico y produjo todos los torneos. Cuatro jinetes BFTS actuales actuaron como dobles de riesgo para Eastwood: Bonner Bolton, Josh Faircloth, Markus Mariluch y Billy Robinson.
Los dobles de Eastwood tuvieron que montar un toro real de PBR llamado Rango, quien también fue nombrado Rango en la película. Para comprender la dificultad de hacer una cabalgata calificada sobre él, para cuando el bovino ya fallecido había terminado su carrera de PBR, en 75 intentos totales, solo 12 jinetes habían recibido un paseo calificado. El 9 de agosto de 2014, Bolton descendía lentamente hacia Rango dentro del tobogán. Estuvieron en el Lawrence Veterans Memorial Coliseum en Winston-Salem, Carolina del Norte, esa noche. Estaba a punto de acariciar la medianoche. Bolton, que los fanáticos de PBR todavía no conocen realmente, comenzó su procedimiento estándar de caída. Los productores de la película lo despidieron más temprano ese día para descansar una vez que decidieron que él sería el último montador en intentar un viaje calificado para Rango. Después de dos semanas de filmación, habían capturado muchas tomas de Rango. Lo que todavía se necesitaba era una escena de regreso donde Luke intenta montar a su némesis Rango en una de las escenas finales de la película, que requirió un viaje calificado (8 segundos). Como en muchos de los juegos de Rango en su carrera de BFTS, estaba resultando difícil de dominar para los cuatro jinetes. Bolton recordó que fue un momento intenso en su carrera. Fue una gran producción y el PBR contaba con él para hacer este viaje. Era su última oportunidad, y él la clavó. Estaba a punto de ser un viaje calificado, pero duró lo suficiente para las necesidades de producción.

### Cuello roto
El domingo 10 de enero de 2016, en el último día de la apertura de la temporada, el Chicago Invitational en el Allstate Arena, Bolton lideró el evento. Antes del último día del evento, el domingo, era dos por dos en sus toros anteriores. Luego, el domingo, montó el toro Cowboy Up para un paseo de 86.75 puntos. Bolton «hizo el silbido». Pero en el montaje de toros, ese no es el objetivo completo. Aún tienes que desmontar y salir de la arena. Bolton no sabe si desmontó demasiado pronto o demasiado tarde. Pero él volteó en el aire. Esto terminó con él aterrizando perpendicularmente boca abajo sobre su cabeza. Luego se dejó caer sobre la tierra y no pudo moverse. Cowboy Up dio media vuelta y regresó como para pisotearlo. Sus pezuñas parecían rozar el cuerpo de Bolton pero en realidad no lo tocaron. Luego Cowboy Up regresó y lo atropelló rozándolo. Los luchadores de toros estaban haciendo su trabajo protegiéndolo, y luego lograron sacar al toro de la arena. Bolton no culpa al toro; él dice que el toro solo estaba haciendo su trabajo. Bolton dice que cronometró su desmontaje equivocado. Estaba consciente, pero no tenía ningún sentimiento de su cuello hacia abajo. Casualmente, Cowboy Up es el mismo toro en el que Sean Willingham sufrió una fractura de cuello (C-7) en 2015.
Sports Medicine vino a ponerlo en una camilla y lo llevó hasta una ambulancia que esperaba. Bolton ya estaba agradeciendo a Dios y reconsiderando sus prioridades en la vida. La ambulancia lo llevó al Advocate Lutheran General Hospital en Park Ridge, Illinois. Una vez allí, los médicos determinaron que rompió su vértebra C-2, la misma lesión sufrida por el actor Christopher Reeve. Sin embargo, su médula espinal no fue seccionada transversalmente. El martes, los médicos operaron con Bolton para fusionar fusarios y espina dorsal: sus vértebras C2 y C3, insertando en los huesos un refuerzo metálico para fusionar las dos vértebras. En este momento, Bolton tenía toda la sensación y el movimiento en su cuerpo. No menos, los doctores dijeron que tuvo que permanecer completamente inmóvil durante un mes. Un imperativo difícil para un joven tan activo.
Bolton comenzó a dar largas caminatas un par de meses después de la cirugía. A pesar de que todavía llevaba puesto el cuello del cuello, tres meses después, ayudó a un amigo a instalar el piso. Estaba pasando tiempo todos los días en actividades permitidas para reconstruir su cuerpo. Admitió que los médicos le informaron que podía perder del 10 al 15 por ciento del movimiento en el cuello. Sin embargo, Bolton lo atribuye al paciente típico. Siente que está más decidido que la mayoría, y puede vencer las probabilidades. The Rider Relief Fund y Cowboys Helping Cowboys lo ayudaron económicamente durante este momento crucial. «He recibido un amor y un apoyo increíbles», observó Bolton. «Todos somos familia en este deporte. Todos ayudan a todos los demás. Esa es la manera de vaquero». Si bien inicialmente le dijeron que podía volver a montar toros en 4-6 meses, unos meses más tarde, el médico deportivo de Bolton básicamente eliminó toda esperanza de volver a montar. «Básicamente, dijo: "La forma en que ponen el metal en tu cuello, está justo al lado de tu arteria principal. Si rompes algo contra tu tercera vértebra, estás muerto o paralizado. Nunca te liberaré para que manejes"», recuerda Bolton.

## Modelaje
El 15 de abril de 2015, WME / IMG, ahora conocido como Endeavor, firmó un acuerdo para adquirir Professional Bull Riders (PBR).  En 2015, el fotógrafo Cass Bird tomó retratos de los jinetes en el campeonato mundial y, el 19 de mayo de 2016, IMG Models notó y firmó a Bolton para un contrato de modelaje global. Desde que firmó con IMG, posó para Saks Fifth Avenue y posó sin camisa para una campaña de ropa interior de Br4ss. También apareció en una campaña publicitaria impresa para la indumentaria County Chic de Boot Barn. En julio de 2017, American Eagle Outfitters nombró a Bolton como una de las caras nuevas de su nueva colección, «The New American Jean», rodada por Cass Bird. Bolton es ahora «El Chico Cosmo» presentado en la edición de agosto de Cosmopolitan.

## Dancing with the Stars
El 1 de marzo de 2017, Bolton fue anunciado como una de las celebridades para competir en la temporada 24 de Dancing with the Stars y fue emparejado con Sharna Burgess. El 8 de mayo de 2017, Bolton y Burgess fueron eliminados, quedando en el quinto puesto.